# Elijah
Êlia (tiếng Do Thái: אֱלִיָּהוּ, Eliyahu, nghĩa là "Thiên Chúa là Gia-vê") hay Elias (tiếng Hy Lạp: Ηλίας Elías; Xi-ri: ܐܸܠܝܼܵܐ Elyāe; á rập: إلياس hay إليا, Ilyās hay Ilyā) là một nhà tiên tri sống ở phía bắc Vương quốc Israel (Samaria) trong thời đại của Ahab (thế kỷ 9 TCN), theo Sách của các vị Vua. Theo Sách của các vị Vua, Êlia đã bảo vệ sự thờ phụng Yahweh thay vì vị thần của người Canaanite là Baal. Theo sách trên, Chúa cũng đã nhiều phép màu qua Êlia, kể cả việc triệu hồi người chết, mang lửa từ trên trời, và đưa cái nhà tiên tri lên thiên đường "bằng một cơn gió lốc". Sách tiên tri Malakhi tiên đoán Êlia trở về "trước khi ngày vĩ đại và tồi tệ của Chúa sẽ tới", khiến ông trở thành một dấu hiệu của đấng cứu thế và ngày tận thế trong nhiều giáo phái tin vào kinh thánh Hebrew. Các đoạn nhắc đến Êlia xuất hiện trong các kinh sách Tân ước, Talmud, Mishnah, và Qur'an.

## Sách tiểu sử
- Elijah: Prophet of Carmel, by Jane Ackerman, ICS Publications, 2003. ISBN 0-935216-30-8

### Lịch sử
- Miller, J. M. and J. H. Hayes. A History of Ancient Israel and Judah. Louisville, KY: Westminster John Knox Press, 2004. ISBN 0-664-22358-3

### Văn hóa và truyền thống
- Bialik, H. N. and Y. H Ravnitzky. eds. The Book of Legends: Sefer Ha-Aggadah. New York: Schocken Books, 1992. ISBN 0-8052-4113-2
- Ginzberg, Lewis. Legends of the Bible. Philadelphia: Jewish Publication Society of America, 1956.
- Schwartz, Howard. Tree of Souls: The Mythology of Judaism. Oxford: Oxford University Press, 2004. ISBN 0-19-508679-1
- Wolfson, Ron and Joel L. Grishaver. Passover: The family Guide to Spiritual Celebration. Woodstock, VT: Jewish Lights Publishing, 2003. ISBN 1-58023-174-8

### Sách thiếu nhi
- Aronin, Ben and Shay Rieger. The Secret of the Sabbath Fish. Philadelphia: Jewish Publication Society of America, 1978. ISBN 0-8276-0110-7
- Goldin, Barbara. Journeys with Elijah: Eight Tales of the Prophet. New York: Harcourt Brace, 1999. ISBN 0-15-200445-9
- Jaffe, Nina. The Mysterious Visitor: Stories of the Prophet Elijah. New York: Scholastic Press, 1997. ISBN 0-590-48422-2
- Jaffe, Nina. The Way Meat Loves Salt: A Cinderella Tale from the Jewish Tradition. New York: Holt Publishing, 1998. ISBN 0-8050-4384-5
- Silverman, Erica. Gittel's Hands. Mahwah, NJ: BridgeWater Books, 1996. ISBN 0-8167-3798-3
- Sydelle, Pearl. Elijah's Tears: Stories for the Jewish Holidays. New York: Holt Publishing, 1996. ISBN 0-8050-4627-5
- Thaler, Mike. Elijah, Prophet Sharing: and Other Bible Stories to Tickle Your Soul. Colorado Springs, CO: Faith Kids Publishing, 2000. ISBN 0-7814-3512-9
- Scheck, Joann. The Water That Caught On Fire. St. Louis, Missouri: Concordia Publishing House: ARCH Books, 1969. (59-1159)

### Nhắc tới trong kinh Qu'ran
- Mission of Elijah: Qur'an 37:123 , Qur'an 37:127
- Praise for Elijah: Qur'an 6:85 , Qur'an 37:129